# Истинный север
«Истинный север» (англ. True North) — девятый эпизод американского телевизионного сериала в жанре фэнтези «Однажды в сказке». Премьерный показ серии в США состоялся 15 января 2012 года на телеканале ABC.
В эпизоде шериф Эмма Свон (Дженнифер Моррисон) помогает двум детям Аве и Николасу Циммер разыскать их отца, прежде чем их поместят в систему приемных семьях. В Зачарованном лесу Гензель и Гретель теряют отца и по пути они сталкиваются со Злой Королевой (Лана Паррия) и Слепой Ведьмой (Эмма Коулфилд).

## Сюжет

### В Зачарованном лесу
В Зачарованном лесу Гензель (Куинн Лорд) и Гретель (Карли Скотт Коллинз) ищут дрова для разжигания, в то время как их отец (Николас Лиа) бьёт топором деревья. Он дает Гретель компас, поэтому они не потеряются, но когда они возвращаются, его нет. Они ищут его и слышат топот лошадей — эта карета Злой королевы. Она говорит им, что может помочь найти отца, при условии, что они украдут вещь, принадлежащую ей. Дети должны войти в пряничный домик Слепой ведьмы (Эмма Коулфилд), а когда та заснёт, то следует залезть в кожаную сумку, но нельзя ничего есть. Они заходят в дом, но Гензель поддается искушению и съедает кусочек кекса, в результате чего Слепая ведьма просыпается. Хотя она не видит детей, однако может чувствовать их запах. Хозяйка закрывает дом на замки и готовит духовку для них. Брат и сестра, работая вместе, толкают ведьму в собственную печку, и Злая Королева это радостно наблюдает из своего зеркала.
Когда они возвращаются во дворец Злой Королевы, Реджина открывает сумку, чтобы показать отравленное яблоко. Она предлагает Гензелю и Гретель жить в её дворце, но те непреклонны и хотят вернуться к отцу. Злая Королева спрашивает, почему дети отказались от роскошной жизни во дворце, и они отвечают, что являются семьей. Разочарованная волшебница отправляет их в Бескрайний лес.

### В Сторибруке
В аптеке Сторибрука Генри встречает девочку из параллельного класса Аву (Карли Скотт Коллинз). Ава знакомит его с её братом Николасом (Куинн Лорд). Владелец аптеки останавливает Генри и их заодно за кражу. Генри догадывается, что Ава отвлекала его, чтобы Николас подложил Генри еду. Реджина забирает Генри. Эмма обнаруживает, что брат и сестра живут без родителей и почти без еды. Нуждающимся в помощи, Эмма решает найти отца Авы и Николаса (Николас Лиа) из-за желания оставить их вместе, потому что система должна поместить детей в двух разных домах в Бостоне. Будучи преисполнена желанием сохранить своё обещание не разлучить их, Эмма просит их дать ей то, что принадлежало отцу. Ава даёт ей компас.
Эмма спрашивает у мистера Голда о компасе и он ищет его записи. Он находит карту, которая якобы говорит, что Майкл Тиллман приобрел компас и дает Эмме его имя. Карта оказывается пустой. Майкл оказывается работает в гараже механиком и говорит Эмме, что он едва может справиться с гаражом, не говоря уже о детях. У Эммы нет выбора, кроме как отправить Аву и Николаса в Бостон по приказу Реджины, несмотря на предупреждения Генри, что никто не может покинуть Сторибрук. В тот вечер, как Эмма отвозит их, автомобиль ломается, как только они достигают пределов города, что пришлось Эмме звать на помощь. Спустя несколько минут, Aва замечает, что её компас работает. Майкл приезжает на своём эвакуаторе и Эмма объясняет, что он по крайней мере, должен увидеть своих детей, так как она не смогла увидеть Генри, когда он был маленьким. Видя Аву и Николаса лицом к лицу он передумал и Майкл принимает их в свою жизнь. Позже Эмма разговаривает с Мэри Маргарет о теории, что она является дочерью Белоснежки или точнее Мэри Маргарет. Мэри Маргарет считает, что это смешно, но, увидев одеяло Эммы, он вызывает какую-то реакцию у неё. Через минуту, однако, она быстро кладет его обратно.
В то же время Генри спрашивает Эмму о своем отце. Эмма говорит Генри, что его отец был пожарным стажёром, который ходил часто в кафе, где она работала и заказывал кофе. Эмма говорит Генри, что пыталась рассказать ему о Генри и обнаружила, что он умер, спасая семью из горящего здания. Однако, позже она признается Мэри Маргарет, что история, которую она рассказала Генри была ложью и он никогда не должен узнать правду о своем отце. После воссоединения детей с Майклом в тот вечер, Генри прибыл с тыквенным пирогом дать его Эмме, чтобы поблагодарить её за объяснение о его отце. Их прервал незнакомец (Эйон Бэйли) на мотоцикле с уникальной коробкой. Не сказав своё имя, он спрашивает Эмму о поиске места для отдыха. После упоминания гостиницы, она напоминает Генри, что он сказал, что никто другой не приходит или уходит в Сторибрук и Генри отвечает, что так и было.

### Открывающая сцена
В открывающей сцене появляется пряничный домик.

## Съёмки
«Строго на север» была написана в соавторстве соисполнительный продюсер Дэвид Г. Гудман и Лиз Тайглаар. В интервью Comic Book Resources один из создателей Эдвард Китсис отметил, что было трудно подобрать знакомые истории, таких как Золушка и Гензель и Гретель, потому что «задача становится выявлением кусок вы никогда не знали раньше или положить забавной особенностью на нём». В соответствии с актрисой Дженнифер Моррисон, они выбрали именно этот рассказ, как путь к дальнейшему раскрытию истории Эммы, как ей не хватало сказка коллегой. Моррисон объяснила: «Они используют Гензель и Гретель, как они сделали с четвёртым эпизодом, чтобы показать некоторые куски из предыстории Эммы. Итак, что Эмма идет, чтобы попытаться помочь этим детям в конечном итоге становится очень личным для неё, как и её собственная жизнь [в качестве приемного ребёнка]».
Для роли Слепой ведьмы, Китсис и соавтор Адам Хоровиц решили взять актрису Эмму Коулфилд, так как они «большие поклонники», так как она снялась в «Баффи — истребительница вампиров». Kитсис заявил: «Мы не могли думать ни о ком лучше, чем поймать двух детей в доме и попробуйте съесть их». Коулфилд ранее работала с писательницей Джейн Эспенсон и продюсером Лиз Tайглаар на Баффи и Life Unexpected. Моррисон заметила, что в то время как зрители не видят Слепую ведьму в штате Мэн, «Каждый, кто находился в сказочной стране, безусловно, имеет в Сторибруке друга. Или нет, мы видим их сразу же, но это не означает, что они не существуют».